# Xeinostoma
Xeinostoma is een geslacht van kreeftachtigen uit de klasse van de Malacostraca (hogere kreeftachtigen).

## Soorten
- Xeinostoma eucheir Stebbing, 1920
- Xeinostoma inopinatum Tavares, 1994
- Xeinostoma richeri Tavares, 1993
- Xeinostoma sakaii Tavares, 1993